# Gare de Chepoix
La gare de Chepoix est une ancienne gare ferroviaire française, fermée et détruite, située sur le territoire de la commune de Chepoix, dans le département de l'Oise, en région Hauts-de-France.

## Situation ferroviaire
La gare de Chepoix était située au point kilométrique (PK) 92,6 de la ligne de Paris-Nord à Lille.

## Historique
La gare de Chepoix est ouverte en 1846 par la Compagnie des chemins de fer du Nord afin de desservir la petite ville industrielle de Chepoix. Convertie en halte au cours des années 1920, elle est fermée au trafic voyageurs en 1945. 
Le bâtiment voyageurs, abandonné, est démoli au cours des années 1980 et les emprises sont cédées par la SNCF ; seuls subsistent la ligne et le passage à niveau.